# Liên đoàn Sở Giao dịch Chứng khoán Châu Á và Châu Đại Dương
Liên đoàn Sở Giao dịch Chứng khoán Châu Á và Châu Đại Dương (AOSEF), bao gồm 19 sở giao dịch chứng khoán, được thành lập vào năm 1982 với tư cách là một tổ chức không chính thức được gọi là Hội nghị các Sở Giao dịch Chứng khoán Đông Á (EASEC). Lần đầu tiên nó được hình thành như một tổ chức nhằm thúc đẩy mối quan hệ chặt chẽ hơn giữa các hoạt động trao đổi và hợp tác trong khu vực.

## Thành viên
Hiện nay, Liên đoàn đã có gần 20 thành viên, bao gồm:
- Sở giao dịch chứng khoán Úc
- Công ty TNHH trao đổi và thanh toán bù trừ Hồng Kông
- Sở giao dịch chứng khoán Thành phố Hồ Chí Minh
- Sở giao dịch chứng khoán Indonesia
- Sở giao dịch Hàn Quốc
- Bursa Malaysia
- Sở giao dịch chứng khoán Bombay
- Sở giao dịch chứng khoán Mongolia
- Sở giao dịch chứng khoán Quốc gia Ấn Độ
- Sở giao dịch New Zealand
- Sở giao dịch chứng khoán Osaka
- Sở giao dịch chứng khoán Philippines
- Sở giao dịch chứng khoán Thượng Hải
- Sở giao dịch chứng khoán Thâm Quyến
- Sở giao dịch Singapore
- Sở giao dịch chứng khoán Đài Loan
- Sở giao dịch chứng khoán Thái Lan
- Sở giao dịch chứng khoán Tokyo